# Lupinus regalis
Lupinus regalis är en ärtväxtart som beskrevs av Johannes Baptista Bergmans. Lupinus regalis ingår i släktet lupiner, och familjen ärtväxter. Inga underarter finns listade i Catalogue of Life.